# Rio Curucu
O Rio Curucu é um rio do estado do Pará no centro-norte do Brasil. É um afluente do Rio Tapajós. A foz está no lado leste do rio Tapajós, aproximadamente 15km ao norte da confluência do Rio Juruena e do Rio São Manuel.